# Forza Italia (film)
Pour les articles homonymes, voir Forza Italia.
Pour plus de détails, voir Fiche technique et Distribution.
Forza Italia est un film documentaire italien réalisé par Roberto Faenza et sorti en 1978. Il documente les trente années du miracle économique italien, de l'immédiate après-guerre jusqu'au mitan des années 1970.
Le réalisateur a été aidé pour structurer son récit par les journalistes et scénaristes Antonio Padellaro (it), Carlo Rossella (it) et Marco Tullio Giordana.
Le titre ne coïncide que par hasard avec celui du parti politique du même nom — dont la fondation a lieu dix-sept ans après la sortie du film — mais il s'avérera prophétique : en 2011, Faenza réalisera le documentaire Silvio Forever (it) avec Filippo Macelloni.

## Synopsis
Le documentaire utilise des collages pour présenter et opérer des transitions entre les épisodes suivants de l'histoire italienne d'après-guerre :
- Le voyage d'Alcide De Gasperi aux États-Unis en 1947.
- L'éviction du Parti communiste italien des gouvernements d'union nationale.
- La mise en place du plan Marshall d'aide économique américaine pour la reconstruction de l'Europe, avec une attention particulière portée à la situation italienne.
- Les élections politiques de 1948 qui mettent en évidence l'usage par les partis de slogans tels que : « Dieu vous voit, Staline ne vous voit pas » ainsi que les sermons du Père Lombardi.
- Le festival de chant de Sanremo .
- Nunzio Filogamo qui présente La rassegna del dilettante à la télévision.
- Les informations filtrant du bloc de l'Est qui dépeignaient une désastreuse situation économique et sociale au-delà du Rideau de fer.
- La défaite des démocrates-chrétiens, menés par Alcide De Gasperi aux élections de 1953, à la suite desquelles le gouvernement monocolore de la DC n'a tenu que 17 jours avant d'être remplacé par « la période des gouvernements de coalition, d'abord avec les partis laïques puis avec le Parti socialiste italien ».
- La catastrophe de la rupture du barrage du Vajont (Vénétie) en 1953, qui, avec 1 900 morts, est l'une des plus meurtrières en Europe.
- L'élection de Giuseppe Saragat à la présidence de la République en 1964.
- L'attentat de la piazza Fontana, à Milan, en 1969.
- La visite très contestée du président américain Richard Nixon en Italie au moment de la guerre du Vietnam.
- Le pape Paul VI qui, lors d'une émission télévisée en présence d'Amintore Fanfani, s'oppose au référendum de légalisation du divorce .
- Le président de la République Giovanni Leone, montré faisant le signe des cornes.
- Le congrès de la Démocratie chrétienne de 1976, et le constat que la promesse de renouveler la DC, la rendant plus « transparente » dans ses décisions, et plus souple dans l'élection de nouveaux visages, n'a pas été tenue.

## Fiche technique
Sauf indication contraire, les informations mentionnées dans cette section peuvent être confirmées par la base de données cinématographiques IMDb,  présente dans la section « Liens externes ».
- Titre original italien : Forza Italia[1] (litt. « Allez l'Italie »)
- Réalisation : Roberto Faenza
- Scénario : Roberto Faenza, Antonio Padellaro (it), Carlo Rossella (it), Marco Tullio Giordana, Marco Bocca
- Photographie : Giulio Albonico
- Montage : Silvano Agosti
- Musique : Ennio Morricone
- Société de production : Cooperativa Jean Vigo
- Pays de production :  Italie
- Langue originale : italien
- Format : Couleur - Son mono - 35 mm
- Durée : 89 minutes (1 h 29[1])
- Genre : Film documentaire historique
- Date de sortie :
  - Italie : 12 janvier 1978 (Milan)

## Distribution
- Alcide De Gasperi : lui-même (images d'archives)
- Amintore Fanfani : lui-même (images d'archives)
- Nunzio Filogamo : lui-même (images d'archives)
- Giovanni Leone : lui-même (images d'archives)
- Richard Nixon : lui-même (images d'archives)
- Giuseppe Saragat : lui-même (images d'archives)
- Père Lombardi : lui-même (images d'archives)

## Exploitation
Le film est sorti en salles le 12 janvier 1978. Malgré le succès public, le film est retiré des salles à la demande du ministère de l'Intérieur le 16 mars 1978, le jour où Aldo Moro, président du conseil national de la Démocratie chrétienne, est enlevé par les Brigades Rouges. Le film restera interdit pendant 15 ans. Aldo Moro lui-même, dans le mémoire écrit de sa main pendant son emprisonnement peu de temps avant son assassinat le 9 mai, recommande à tous le visionnage de Forza Italia afin de se rendre compte du manque de scrupules de la classe politique de l'époque,
Le 7 novembre 1993, il a été projeté sur Raitre dans le cadre de l'émission Italiani brava gente de Giancarlo Santalmassi (it) ; le lendemain, le procureur de Palerme s'est rendu au siège de la RAI à Saxa Rubra pour saisir une copie du film, car dans certaines scènes, l'homme politique Giulio Andreotti apparaissait aux côtés de mafiosi présumés.
En 2006, le film a été distribué accompagné d'un livre de témoignages (avec les participations de Roberto Faenza, Marco Tullio Giordana, Antonio Padellaro (it), Carlo Rossella (it), Gian Antonio Stella (it), Paolo Mereghetti ou encore Manuel Gandin) sous le titre : « Forza Italia ! Le portrait le plus drôle, impitoyable et censuré de la Première République » (Forza Italia! Il ritratto più divertente, spietato, censurato della Prima Repubblica). L'année suivante, à l'occasion du trentième anniversaire de sa sortie, il est présenté en ouverture du festival du film de Bellaria (it) à Bellaria-Igea Marina .